# Galeria Restaurant
Galeria Restaurant ist die Systemgastronomie des Warenhauskonzerns Galeria. 
Sie wurde aus Dinea (Kaufhof) und Karstadt Restaurant (Karstadt) zusammengeführt. 
Im Oktober 2021 war die Fusion abgeschlossen und das Unternehmen erhielt im Zuge des Rebrandings das im August 2021 eingeführte Logo.